# Ben Duckett
Ben Matthew Duckett (* 17. Oktober 1994 in Farnborough, Vereinigtes Königreich) ist ein englischer Cricketspieler, der seit 2016 für die englische Nationalmannschaft spielt.

## Kindheit und Ausbildung
Duckett war Teil der englischen Vertretung bei der ICC U19-Cricket-Weltmeisterschaft 2012.

## Aktive Karriere
Duckett gab sein First-Class-Debüt für Northamptonshire in der County Championship 2013. Dort konnte er sich nach und nach etablieren und hatte eine herausragende Saison 2016, als er in allen Formaten 2.706 Runs erzielen konnte. Daraufhin wurde er als einer von fünf Wisden Cricketers of the Year ausgezeichnet. Dies sorgte für Aufmerksamkeit bei den Selektoren der Nationalmannschaft und so gab er sein Debüt in dieser bei der Tour in Bangladesch im Oktober 2016. Dabei erzielte er bei seinem ODI-Debüt ein Fifty über 60 Runs und im dritten Spiel der Serie ein weiteres Fifty über 63 Runs. Auch folgte dort sein Test-Debüt und im zweiten Test der Serie konnte er dort ebenfalls ein Fifty über 56 Runs erreichen. Daraufhin reiste er nach Indien, wurde jedoch nach dem zweiten Test nach schlechten leistungen aus dem Kader gestrichen. Im Dezember 2017 wurde er bei der Tour der England Lions in Australien suspendiert und mit einer Geldstrafe belegt, nachdem er bei einem Barbesuch einen Drink über den Kopf von James Anderson gekippt hatte. Den Beginn der Saison 2018 verpasste er, nachdem er sich eine Fingerverletzung zuzog. Im Dezember bekam er eine weitere Chance in den England Lions. Im Mai 2019 gab er gegen Pakistan sein Twenty20-Debüt. Doch verpasste er die Nominierung für den Cricket World Cup 2019. Während der COVID-19-Pandemie verlor er deutlich an Gewicht, jedoch reichte es zunächst nicht wieder in den Kader vorzustoßen.
Es dauerte bis zum September 2022, bis er bei der Tour in Pakistan wieder ins Team zurückkam. Dabei erzielte er im zweiten Twenty20 ein Fifty über 70* Runs. Zwar wurde er daraufhin nicht für den ICC Men’s T20 World Cup 2022 nominiert, jedoch kam er nach der Turnier in Pakistan zurück ins Test-Team. Dabei erzielte er im ersten Test ein Century über 107 Runs aus 110 Bällen und in den beiden weiteren Tests je ein Fifty (63 und 82* Runs). Im Februar erreichte er in Neuseeland ein weiteres Test-Fifty über 84 Runs. Im Sommer 2023 erzielte er beim Test gegen Irland ein Century über 182 Runs aus 178 Bällen. Daraufhin wurde er für die Ashes Tour 2023 gegen Australien nominiert, bei dem ihm im zweiten Test zwei Fifties (98 und 83 Runs) gelangen. Im September folgte in der ODI-Serie gegen Irland ein weiteres Century über 107* Runs aus 78 Bällen. Im Dezember reiste er mit dem Team für eine ODI-Serie in den West Indies, bei dem ihm ein weiteres Fifty (71 Runs) gelang. Im Februar 2024 war er Teil der Test-Serie in Indien, bei dem ihm im dritten Spiel ein Century über 153 Runs aus 151 Bällen gelang, was die deutliche Niederlage jedoch nicht verhinderte. Im April 2024 wurde er für den ICC Men’s T20 World Cup 2024 nominiert.